# Air Guadeloupe
Air Guadeloupe — упразднённая авиакомпания Гваделупы со штаб-квартирой в Лез-Абим, работавшая в сфере грузовых и пассажирских перевозок в период с 1969 по 2000 годы.
Портом приписки авиакомпании являлся международный аэропорт Пуэнт-а-Питр.

## История
Авиакомпания Société Antillaise de Transport Aérien (SATA) была основана 21 мая 1970 года, однако операционную деятельность начала только в 1994 году с назначением генерального директора Франсуа Паньоля. Смена официального названия компании состоялось почти сразу после её основания.
В 2000 году Air Guadeloupe объединилась с авиакомпаниями Air Martinique, Air Saint Barthélémy и Air Saint Martin. Укрупнённый региональный авиаперевозчик получил название Air Caraïbes.

## Маршрутная сеть авиакомпании

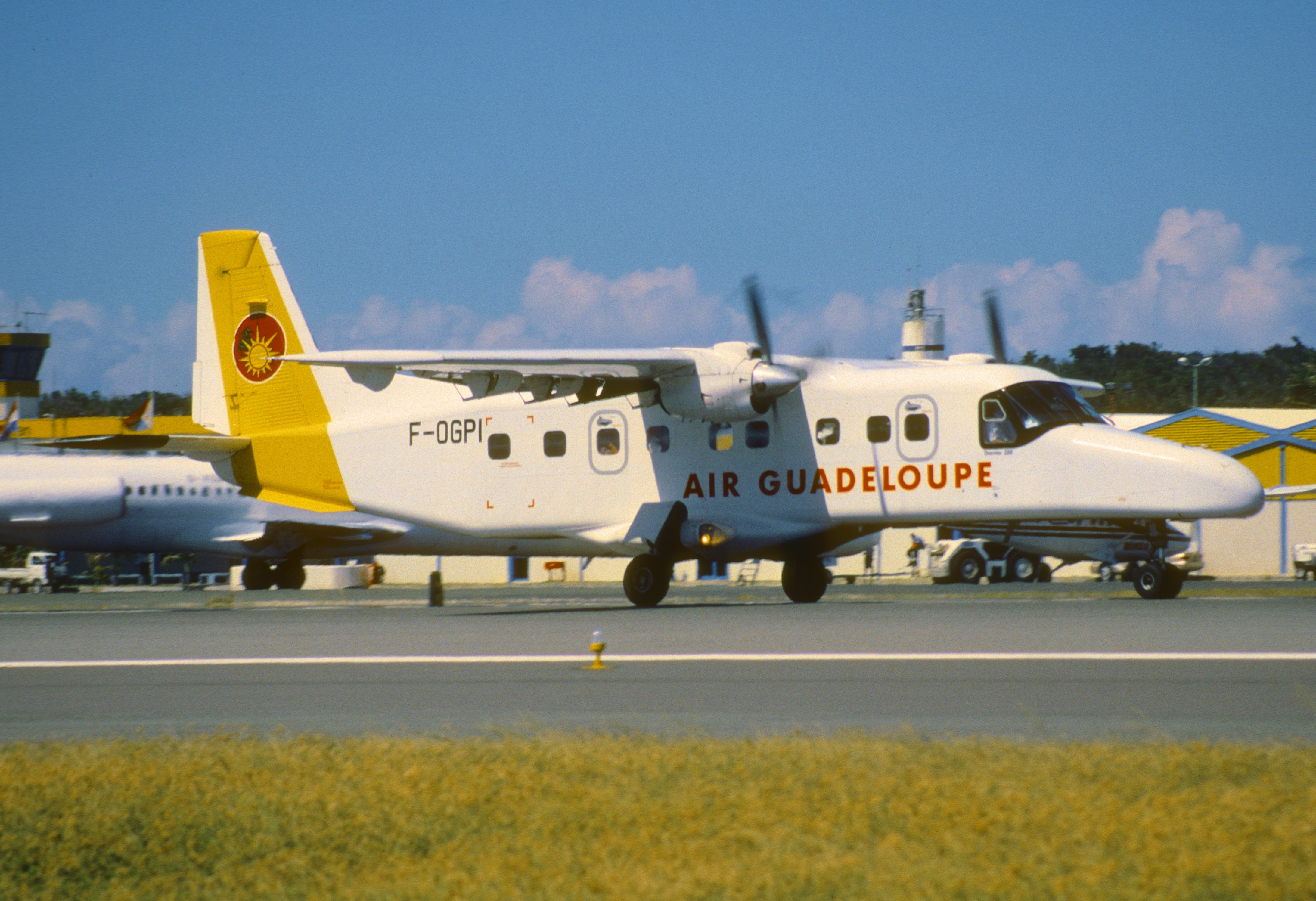
Dornier 228 авиакомпании Air Guadeloupe в международном аэропорту имени принцессы Юлианы, январь 1999 года

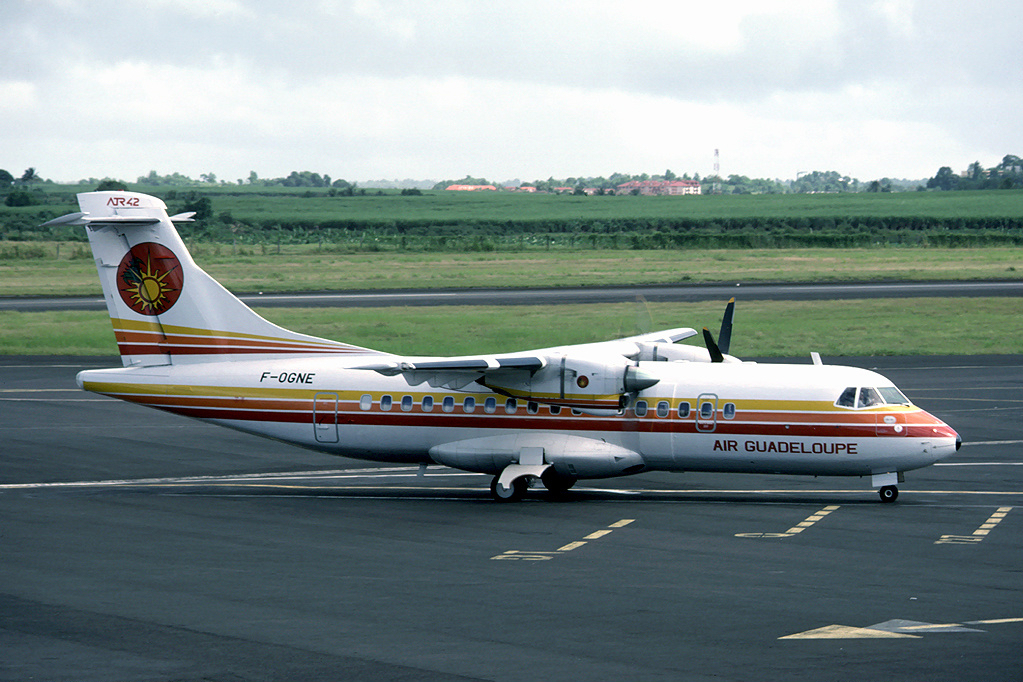
ATR 42-300 авиакомпании Air Guadeloupe в международном аэропорту Пуэнт-а-Питр, декабрь 1986 года

### Страны Карибского бассейна
- DOM — Доминика (Доминиканская Республика)
- FDF — Мартиника
- GBJ — Мария-Галанте
- DSD — Ла-Дезирад
- LSS — Ле-Сент
- PAP — Порт-о-Пренс
- SDQ — Санто-Доминго
- SFG — Гранд-Кейс
- SJU — Сан-Хуан — международный аэропорт имени Луиса Муньоса Марина
- SXM — Синт-Мартен — международном аэропорту имени принцессы Юлианы

### Южная Америка
- CAY — Матури, Кайенна (Французская Гвиана) — международный аэропорт имени Феликса Эбуэ

## Воздушный флот[3]
- de Havilland Canada DHC-6 Twin Otter, 19 мест в одном классе — 2 ед.
- Dornier Do 228—200, 19 мест в одном классе — 4 ед.
- ATR-42-300, 50 мест в одном классе — 2 ед.
- ATR-72-200, 70 мест в одном классе — 1 ед.

## Авиапроисшествия и инциденты
- 21 декабря 1972 года. Самолёт Twin Otter, выполнявший рейс от имени авиакомпании Air France из Гваделупы в Синт-Мартен, потерпел крушение при заходе на посадку в аэропорту назначения в тёмное время суток. Погибли все 13 человек на борту (11 пассажиров и 2 члена экипажа)
- 18 ноября 1978 года. Самолёт Twin Otter в штормовых условиях упал с высоты 200—300 футов в воду в 13 метрах от береговой линии. Из 20 человек на борту погибло 15.